# Arjen
Arjen (soms ook Ariën) is een jongensnaam, afgeleid van de Latijnse naam Adrianus.
De naam Adrianus betekent "inwoner van, afkomstig uit Adria", een plaats in de buurt van Venetië. Adria wordt in verband gebracht met Latijns ater, dat "dofzwart" of "donker" betekent, een verwijzing naar het donkere zand langs de kust van de Adriatische Zee.
Hadrianus is de naam van een bekende Romeinse keizer (zijn familie was afkomstig uit Hadria in het landschap Picenum). Adrianus VI (1522-1523) was de eerste Nederlandse paus.
De naam Arjen komt voornamelijk voor in Nederland. Een variant van de naam is Arjan.

## Bekende naamdragers
- Arjen de Baat - Nederlandse wielrenner
- Arjen Bultsma - Nederlandse priester
- Arjen Duinker - Nederlandse dichter
- Arjen Gerritsen - Nederlandse politicus VVD
- Arjen Grolleman - Nederlandse radiopresentator
- Arjen Lubach - Nederlandse cabaretier
- Arjen Anthony Lucassen - Nederlandse gitarist en componist
- Arjen Robben - Nederlandse voetballer
- Arjen Roelofs - Friese boer en sterrenkundige
- Arjen van der Meulen - Nederlandse zwemmer